# Xã Deep Creek, Quận Clinton, Iowa
Xã Deep Creek (tiếng Anh: Deep Creek Township) là một xã thuộc quận Clinton, tiểu bang Iowa, Hoa Kỳ. Năm 2010, dân số của xã này là 736 người.